# 1991 BA
1991 BA är en Jordnära asteroid. Den upptäcktes 18 januari 1991 av Spacewatch vid Kitt Peak-observatoriet.
Den tillhör asteroidgruppen Apollo.